# Utricularia stygia
Utricularia stygia este o specie de plante carnivore din genul Utricularia, familia Lentibulariaceae, ordinul Lamiales, descrisă de Göran Thor. Conform Catalogue of Life specia Utricularia stygia nu are subspecii cunoscute.